# Bitwa pod Dąbkami

Zdobyta chorągiew mistrza inflanckiego – awers

Zdobyta chorągiew mistrza inflanckiego – rewers (św. Maurycy)

Zdobyta chorągiew miasta Ascheraden

Zdobyta chorągiew miasta Fellin

Druga chorągiew miasta Fellin

Bitwa pod Dąbkami miała miejsce w 1431 roku, stoczyły ją wojska polskie i krzyżackie. Stoczona w czasie próby krzyżackiego najazdu na Kujawy.

## Dąbki 1431
Bitwa pod Dąbkami jest słabo znanym epizodem wojen polsko-krzyżackich, głównie ze względu na niewielką skalę walk. Brało w niej udział kilkuset ludzi. Po stronie polskiej nie walczyło rycerstwo, lecz chłopi.

## Wyprawa na Krajnę
W 1431 przeciwko Władysławowi Jagielle zbuntował się sprzymierzony z Krzyżakami jego młodszy brat Świdrygiełło. Była to próba rozbicia unii polsko-litewskiej. Krzyżacy wykorzystując, iż główne siły polskie były zaangażowane na Wołyniu, najechali na ziemię dobrzyńską, Kujawy i Krajnę (traktowana jako część Wielkopolski). Wyprawę  prowadził marszałek inflancki Werner von Nesselrode, mający wedle Jana Długosza do dyspozycji oprócz siedmiuset konnych i kilkuset piechurów inflanckich również posiłki z Kurlandii, Świecia, Tucholi i Człuchowa. Przewodnikiem wyprawy miał być komtur tucholski Jost von Hohenkirchen, dobrze znający teren. Rycerze zakonni po koncentracji swych sił w Tucholi, 10-11 września 1431 uderzyli na Krajnę. Siły zakonne spaliły Łobżenicę i spustoszyły okoliczne wsie.

## Polska odpowiedź
Polacy do obrony ziemi dobrzyńskiej, Kujaw czy Krajny nie pozostawili żadnych większych sił. Obronę tej ostatniej naprędce zaczęli organizować rycerze wielkopolscy Jan Jarogniewski herbu Orla, Dobrogost z Kolna herbu Nałęcz, Bartosz III Wezemborg (Wezenborg) herbu Nałęcz. W krótkim czasie zdołali oni zebrać znaczny oddział uzbrojonych chłopów i ruszyli w pościg za napastnikami. Całym zgrupowaniem dowodził Koleński. Długosz nie podaje liczebności sił rycersko-chłopskich. Pisze tylko, że była to gromada zebranego chłopstwa. Prawdopodobnie składał się on z kilkuset zbrojnych.

## Dąbki
Według Jana Długosza siły zakonne zostały doścignięte niedaleko Nakła, nad rzeką Wierzą, na polach wsi Dąbki w czwartek 13 września 1431. Wedle kronikarza chłopi odśpiewawszy Bogurodzicę uderzyli na zaskoczonego wroga i urządzili rzeź w nieprzyjacielskim wojsku. Gdy przednia straż sił inflancko-krzyżackich została rozbita, to wszyscy napastnicy mieli rzucić się do ucieczki, porzuciwszy swój obóz (wozy ze zdobyczą). Chłopi rozpoczęli pościg zabijając wielu agresorów. Długosz utrzymuje, że przeciwnik został całkowicie pobity i tylko zaledwie garstka najeźdźców uszła z życiem.
Wedle współczesnego historyka Mariana Biskupa, Długosz po części mija się z prawdą. Jego zdaniem chłopi nie zetknęli się ze wszystkimi oddziałami najeźdźców, które były częściowo rozproszone w poszukiwaniu zdobyczy, a jedynie z czołowymi zastępami i ich głównodowodzącymi. Uważa, że ułatwiło to piechocie chłopskiej atak na konne głównie siły przeciwnika, który pod naciskiem pospólstwa począł uciekać pociągając za sobą zastępy piechoty oraz porzucając wozy (tj. wagenburg). W ręce polskie wpadły 4 chorągwie inflanckie z chorągwią mistrza inflanckiego na czele. Poległ jeden z głównych dowódców – komtur tucholski Hohenkirchem, którego zwłoki obdarte ze zbroi i szat leżały na polu walki. Padł także komtur mitawski. Natomiast głównodowodzący marszałek inflancki Nesselrode wraz z komturem goldyńskim i wójtem grobińskim oraz komturem domowym człuchowskim dostali się do niewoli i wraz z innymi znaczniejszymi jeńcami (łącznie ok. 50) przewiezieni do Poznania. Dowódca sił polskich Dobrogost Koleński zabrał do niewoli grupę pomorskich uczestników (z Tucholi, Człuchowa, Chojnic) i osadził ich w więzieniu w swojej wsi Prusy, żądając okupu za ich uwolnienie. Liczba poległych i potopionych w mokradłach nie jest bliżej znana. Sporo było rannych, którzy wraz z innymi zbiegami uszli z pola bitwy, szukając ratunku w różnych kierunkach i przedzierając się do Tucholi czy Debrzna, 16 września dotarło tam aż 150 rannych uciekinierów. Sukces dąbkowski uczczono w Krakowie biciem w dzwony i iluminacją. W katedrze na Wawelu zawieszono obok chorągwi krzyżackich spod Grunwaldu 4 zdobyte chorągwie inflanckie. Do Krakowa przywieziono też jeńców inflanckich i pruskich z Poznania.